# 安蒂奧克 (克拉克縣)
安蒂奥克（英語：Antioch）是一個位於美國阿拉巴馬州克拉克縣的非建制地區。該地的面積和人口皆未知。

## 地理
安蒂奥克的座標為31°37′25″N 87°51′17″W / 31.62361°N 87.85472°W，而該地最高點為海拔高度79米（即259英尺）。